# Lars Wåhlin (bibliotekarie)
Lars Peter Olof Wåhlin, född 17 juni 1861 i Malmö, död den 1 november 1930 i Göteborg, var en svensk filolog och biblioteksman.
Wåhlin blev 1879 student vid Lunds universitet, där han 1884 avlade filosofie kandidatexamen och 1891 filosofie licentiatexamen. Han blev 1884 extra ordinarie biblioteksamanuens vid Lunds universitetsbibliotek och 1890 överbibliotekarie vid Göteborgs stadsbibliotek. Wåhlin promoverades till 1892 filosofie doktor i Lund och var 1891–1913 docent i klassisk filologi vid Göteborgs högskola. Han var 1901–1905 utgivare av Nordisk universitetstidskrift. Wåhlin var 1911 ordförande i kommittén för folkbiblioteksväsendets ordnande (en statlig utredning). Han var ordförande i styrelsen för Robert Dicksons stiftelse och inspektör över folkbibliotek där samt ordförande i Wald. Zachrissons boktryckeriaktiebolag (Wezäta).  Wåhlin invaldes 1900 som ledamot av Kungliga Vetenskaps- och Vitterhetssamhället i Göteborg (LVVS). Han blev 1906 riddare av Nordstjärneorden (RNO).
Lars Wåhlin var son till telegrafassistent Lars Johan Wåhlin och Josefina Andersson samt kusin till arkitekten Theodor Wåhlin, konsthistorikern Karl Wåhlin och juristen Samuel Wåhlin. Lars Wåhlin gifte sig 1891 med Agnes Andersson, dotter till hovrättsrådet Anton Andersson och Agnes Löwenadler. Makarna Wåhlin är begravna på Östra kyrkogården i Göteborg.